# Acridocarpus
Genre
Acridocarpus est un genre de plantes à fleurs de la famille des Malpighiaceae.

## Liste d'espèces
Selon Catalogue of Life (25 juillet 2017) :
- Acridocarpus adenophorus A. Juss.
- Acridocarpus alopecurus Sprague
- Acridocarpus alternifolius (Schum. & Thonn.) Nied.
- Acridocarpus austrocaledonicus Baill.
- Acridocarpus ballyi E. Launert
- Acridocarpus camerunensis Nied.
- Acridocarpus chevalieri Sprague
- Acridocarpus chloropterus Oliv.
- Acridocarpus congestus Launert
- Acridocarpus congolensis Sprague
- Acridocarpus excelsus A. Juss.
- Acridocarpus glaucescens Engl.
- Acridocarpus humbertii Arènes
- Acridocarpus katangensis De Wild.
- Acridocarpus longifolius (G. Don) Hook. fil.
- Acridocarpus macrocalyx Engl.
- Acridocarpus mayumbensis M.L. Gonçalves & E. Launert
- Acridocarpus monodii Arènes & P.Jaeger ex Birnbaum & J.Florence
- Acridocarpus natalitius A. Juss.
- Acridocarpus orientalis A. Juss.
- Acridocarpus pauciglandulosus Launert
- Acridocarpus perrieri Arènes
- Acridocarpus plagiopterus Guill. & Perr.
- Acridocarpus prasinus Exell
- Acridocarpus smeathmannii (DC.) Guill. & Perr.
- Acridocarpus socotranus Oliv.
- Acridocarpus spectabilis (Nied.) van Doorn-Hoekman
- Acridocarpus staudtii (Engl.) Engl. ex Hutch. & Dalz.
- Acridocarpus ugandensis Sprague
- Acridocarpus vanderystii R. Wilczek
- Acridocarpus vivy Arènes
- Acridocarpus zanzibaricus A. Juss.

Selon NCBI (25 juillet 2017) :
- Acridocarpus adenophorus
- Acridocarpus alopecurus
- Acridocarpus alternifolius
- Acridocarpus austrocaledonicus
- Acridocarpus ballyi
- Acridocarpus chevalieri
- Acridocarpus chloropterus
- Acridocarpus excelsus
- Acridocarpus humbertii
- Acridocarpus longifolius
- Acridocarpus macrocalyx
- Acridocarpus natalitius
  - variété Acridocarpus natalitius var. natalitius
- Acridocarpus orientalis
- Acridocarpus plagiopterus
- Acridocarpus scheffleri
- Acridocarpus smeathmannii
- Acridocarpus spectabilis
- Acridocarpus staudtii
- Acridocarpus zanzibaricus

Selon The Plant List (25 juillet 2017) :
- Acridocarpus adenophorus A.Juss.
- Acridocarpus alopecurus Sprague
- Acridocarpus alternifolius (Schumach. & Thonn.) Nied.
- Acridocarpus austrocaledonicus Baill.
- Acridocarpus ballyi Launert
- Acridocarpus camerunensis Nied.
- Acridocarpus chevalieri Sprague
- Acridocarpus chloropterus Oliv.
- Acridocarpus congestus Launert
- Acridocarpus congolensis Sprague
- Acridocarpus corymbosus Hook.f.
- Acridocarpus excelsus A.Juss.
- Acridocarpus glaucescens Engl.
- Acridocarpus goossensii De Wild.
- Acridocarpus hirundo S.Moore
- Acridocarpus humbertii Arènes
- Acridocarpus humblotii Baill.
- Acridocarpus katangensis De Wild.
- Acridocarpus laurentii De Wild.
- Acridocarpus ledermannii Engl.
- Acridocarpus longifolius (G.Don) Hook.f.
- Acridocarpus macrocalyx Engl.
- Acridocarpus mayumbensis Gonç. & E.Launert
- Acridocarpus monodii Arènes & P.Jaeger ex Birnbaum & J.Florence
- Acridocarpus natalitius A.Juss.
- Acridocarpus oppositifolius R.Vig. & Humbert ex Arènes
- Acridocarpus orientalis A.Juss.
- Acridocarpus pauciglandulosus Launert
- Acridocarpus perrieri Ames
- Acridocarpus plagiopterus Guill. & Perr.
- Acridocarpus pondoensis Engl.
- Acridocarpus prasinus Exell
- Acridocarpus reticulatus Burtt Davy
- Acridocarpus rufescens Hutch.
- Acridocarpus scheffleri Engl.
- Acridocarpus smeathmanii (DC.) Guill. & Perr.
- Acridocarpus socotranus Oliv.
- Acridocarpus spectabilis (Nied.) Doorn-Hoekm.
- Acridocarpus staudtii (Engl.) Engl. ex Hutch. & Dalziel
- Acridocarpus ugandensis Sprague
- Acridocarpus vanderystii R.Wilczek
- Acridocarpus vivy Arènes
- Acridocarpus zanzibaricus A.Juss.

Selon Tropicos (25 juillet 2017) (Attention liste brute contenant possiblement des synonymes) :
- Acridocarpus adenophorus A. Juss.
- Acridocarpus alopecurus Sprague
- Acridocarpus alternifolius (Schum. & Thonn.) Nied.
- Acridocarpus angolensis A. Juss.
- Acridocarpus argyrophyllus A. Juss.
- Acridocarpus austrocaledonicus Baill.
- Acridocarpus ballyi Launert
- Acridocarpus brevipetiolatus Engl.
- Acridocarpus camerunensis Nied.
- Acridocarpus cavanillesii A. Juss.
- Acridocarpus chevalieri Sprague
- Acridocarpus chloropterus Oliv.
- Acridocarpus congestus Launert
- Acridocarpus congolensis Sprague
- Acridocarpus corymbosus Hook. f.
- Acridocarpus excelsus A. Juss.
- Acridocarpus ferrugineus Engl.
- Acridocarpus galphimiifolius A. Juss.
- Acridocarpus glaucescens Engl.
- Acridocarpus goossensi De Wild.
- Acridocarpus goossensii De Wild.
- Acridocarpus hemicyclopterus R. Sprague
- Acridocarpus hirundo S. Moore
- Acridocarpus humbertii Arènes
- Acridocarpus humblotii Baill.
- Acridocarpus katangensis De Wild.
- Acridocarpus kerstingii Engl.
- Acridocarpus laurentii De Wild.
- Acridocarpus ledermannii Engl.
- Acridocarpus longifolius (G. Don) Hook. f.
- Acridocarpus macrocalyx Engl.
- Acridocarpus mayumbensis Gonç. & Launert
- Acridocarpus mocrocalyx Engl.
- Acridocarpus monodii Arnes & Jaeger ex Birnbaum & J.Florence
- Acridocarpus natalitius A. Juss.
- Acridocarpus neocaledonicus Baill.
- Acridocarpus oppositifolius R. Vig. & Humbert ex Arnes
- Acridocarpus orientalis A. Juss.
- Acridocarpus pauciglandulosus Launert
- Acridocarpus perrieri Arènes
- Acridocarpus plagiopterus Guill. & Perr.
- Acridocarpus pondoensis Engl.
- Acridocarpus prasinus Exell
- Acridocarpus pruriens A. Juss.
- Acridocarpus reticulatus Burtt Davy
- Acridocarpus rudis De Wild. & T. Durand
- Acridocarpus rufescens Hutch.
- Acridocarpus scheffleri Engl.
- Acridocarpus smeathmannii (DC.) Guill. & Perr.
- Acridocarpus socotranus Oliv.
- Acridocarpus spectabilis Doorn-Hoekm.
- Acridocarpus staudtii (Engl.) Engl. ex Hutch. & Dalziel
- Acridocarpus ugandensis Sprague
- Acridocarpus vanderystii R. Wilczek
- Acridocarpus vivy Arènes
- Acridocarpus zanzibarensis Chiov.
- Acridocarpus zanzibaricus A. Juss.